# Grupa Loch Earn
Grupa Loch Earn – pasmo w Grampianach Centralnych, w Szkocji. Pasmo to graniczy z Crianlarich/Balquhidder i pasmem Ben Lomond, Luss i The Trossachs na zachodzie, z Wzgórzami Glen Lochay na północnym zachodzie, Pasmem Lawers i Glen Lyon na północy oraz z Cairnwells & Blairgowrie na wschodzie. Najwyższym szczytem jest Ben Vorlich, który osiąga wysokość 985 m.
Najważniejsze szczyty:
- Ben Vorlich (985 m),
- Stùc a’ Chroin (975 m),
- Meall na Feàrna (809 m).